# Mus vulcani
Mus vulcani es una especie de roedor de la familia Muridae.

## Distribución geográfica
Se encuentra en Indonesia